# Dymitr z Goraja
Dymitr z Goraja herbu Korczak (Demytrysz Bożydar, Dymitr Gorayski, Dymitr z Bożego Daru, Dymitr Podskarbek, Dymitr z Klecia, łac. Demetrius de Goraj et in Szczebrzeszyn haeres, etc. supremus marszałcus regni etc. etc., ukr. Дмитро з Горая; ur. ok. 1340, zm. 20 lutego 1400) – marszałek wielki koronny, podskarbi wielki koronny w latach 1364–1370 i 1377–1391.

## Życiorys
Syn Piotra z Klecia Korczaka – starosty żydaczowskiego, właściciela okolic wsi Klecie (niedaleko Jasła). Był wnukiem Iwonii z Goraja – sędziego chełmskiego – właściciela dóbr rymanowskich i Klecia), który posłując zapobiegł wojnie z Turcją.
Po przybyciu do Polski został przez ojca Piotra z Klecia umieszczony na dworze królewskim z przeznaczeniem do kariery politycznej i osiągnął wysokie stanowisko. Służył trzem dynastiom: Piastom za panowania Kazimierza Wielkiego, Andegawenom – za Ludwika Węgierskiego i Jadwigi, Jagiellonom – za Władysława Jagiełły.
26 lipca 1377 w obozie wojskowym pod Bełzem, podczas odwetowej wyprawy Polaków i Węgrów na Litwinów, w wyniku której zdobyte zostały Chełm i Bełz, król Ludwik Węgierski wydał dokument (por. Regionalista nr 7) za zasługi rycerskie nadający braciom Dymitrowi i Iwanowi z Klecia: Goraj i zamek w Goraju wraz z wsiami Stróżą, Wyżnicą, Kraśnikiem i Rzeczycą (Ziemiańską/Wydrzyną?).Wspólnotę majątkową braci Dymitra i Iwana rozdzielił Władysław Jagiełło w 1388 r. i potwierdził dokumentem królewskim z 28 maja 1389 w Lublinie. Dymitr otrzymał Goraj, Szczebrzeszyn i Kraśnik wraz z kluczami majątkowymi, a Iwan Klecie. Całością spłaty długu, jaki ciążył na majątku Korczaków, został obarczony Dymitr.     
Był opiekunem młodej królowej Jadwigi. Za udział w powstrzymaniu jej od ślubu z Wilhelmem Habsburgiem (fakt ten uwiecznił Jan Matejko) otrzymał miasteczko Szczebrzeszyn i okolice. W 1386 Jagiełło wysłał Dymitra z Goraja jako posła do Prus w celu zaproszenia wielkiego mistrza krzyżackiego Zöllnera na swój ślub z Jadwigą. W 1390 został marszałkiem Królestwa. Około 1390 ożenił się z Beatą z Bożegodaru (córką Mścigniewa Awdańca wojewody krakowskiego). Boży Dar stał się nową rezydencją rodziny. Z Beatą  miał trzy córki: Annę, Elżbietę i Katarzynę. Córkę Katarzynę wydano w 1413 za mąż za Dobiesława z Oleśnicy h. Dębno (zm. 1440)- wojewodę sandomierskiego, uczestnika bitwy pod Grunwaldem i dowódcę oblężenia Malborka, potem budowniczego nowego zamku w Rymanowie. Pisała się ona także Sienieńska z Rymanowa. Córkę Elżbietę wydano za Dobrosława Szamotulskiego, a Anna w 1405 poślubiła podstolego krakowskiego, Andrzeja Tęczyńskiego, herbu Topór, syna Jana, (kasztelana krakowskiego, od 1412 kasztelan wojnicki, uczestnika bitwy pod Grunwaldem, zm. w 1414). i Katarzyny z Chorzelowa. 
Zięciem Dymitra był też Jan Głowacz Oleśnicki (ok. 1400-1460), marszałek Królestwa Polskiego, kasztelan, wojewoda sandomierski
Dzięki nadaniom trzech kolejnych królów Polski i ożenkowi z Beatą, dobra Dymitra z Goraja stały się jednymi z największych w Polsce latyfundiów magnackich w XIV wieku, sięgające na południu do rzeki San, po Iwonicz Klimkówkę i Rymanów oraz Klecie w Jasielskie, a na zachodzie do Wisły. 
Dymitr z Goraja piastował wysokie urzędy, np. marszałka dworu króla Władysława Jagiełły w Krakowie. 
Zmarł 20 lutego 1400 w Bożydarze. Pochowany został w klasztorze franciszkanów w Zawichoście. Przed śmiercią ofiarował kościołowi parafialnemu w Kraśniku wieś Rzeczycę. Żona Dymitra zmarła 30 kwietnia 1424 r. i pochowana została  przy mężu w Zawichoście.
Wnukami jego byli:
- Mikołaj z Sienna (zm. 1484) archidiakon sandomierski
- Andrzej Sienieński (zm. 1494) podkomorzy sandomierski
- Dymitr z Sienna (zm. 1465) kanonik krakowski
- Jan z Sienna i Oleska (2. poł. XV w.) kasztelan lwowski - syn Katarzyny - córki Dymitra i Dobiesława z Oleśnicy
- Jakub z Sienna (1413-1480) arcybiskup gnieźnieński
- Paweł z Sienna (ok. 1410-1444) sekretarz królewski, dworzanin królewski (1444)
- Andrzej Tęczyński (zm. 1461) starosta kraśnicki, rabsztyński, syn Anny z Goraja, zginął 16 lipca 1461 r. w Krakowie w bójce z mieszczanami.